# Michel Grimaud
Michel Grimaud ist ein Gemeinschaftspseudonym des französischen Schriftstellerehepaars Marcelle Perriod (geboren am 11. Oktober 1937 in Paris; gestorben am 22. Januar 2011) und Jean-Louis Fraysse (geboren am 28. Juli 1946 in Cransac, Département Aveyron; gestorben am 27. Juli 2011). Das Ehepaar verfasste unter diesem Pseudonym Science-Fiction, politische Romane und Jugendliteratur.

## Auszeichnungen
- 1983: Grand Prix de l’Imaginaire für Le tyran d'Axilane

## Bibliographie
Romane
- Malakansâr ou l'éternité des pierres (1980)
- La dame de cuir (1981)
- L'Arbre d'Or (1983)
- 42, rue Saint-Sauveur (1986, Neuausgabe als Un cave dans le charbon, 2006)

Jugendliteratur
- Rhôor (1970)
- Amaury, chevalier cathare (1971)
- Les pirates de Bornéo (1972)
  - Deutsch: Die Piraten von Borneo. Übersetzt von Heidi von Nagy. Schneider-Taschenbuch #250, 1980, ISBN 3-505-07250-8.
- La ville sans soleil (1973)
  - Deutsch: Stadt ohne Sonne. Übersetzt von  Monika Uellenberg. Junior-Press, Augsburg 1975, ISBN 3-921216-12-5.
- La terre des autres (1973, Neuausgabe als Le paradis des autres, 1983)
  - Deutsch: Im Land der anderen. Übersetzt von Klaus Haider. Sauerländer, 1975, ISBN 3-7941-1404-3. Weitere Ausgabe: Arena-Taschenbuch #1418, 1983, ISBN 3-401-01418-8.
- Le Peuple de la Mer (1974)
- Pourquoi partir? (1974)
  - Deutsch: Warum läuft er denn weg? Übersetzt von Peter Egli. Sauerländer, 1976, ISBN 3-7941-1455-8. Weitere Ausgabe: Arena-Taschenbuch #1404, 1981, ISBN 3-401-01404-8.
- Des hommes traqués (1975, Neuausgabe als Les larmes de la terre, 2000)
- Soleil à crédit (1975)
  - Deutsch: Sonne auf Kredit. Übersetzt von Hilde Linnert. Heyne SF&F #3689, 1980, ISBN 3-453-30609-0.
- Une chasse en été (1976)
- Les insoumis de Terre-Neuve (1976)
- Les esclaves de la joie (1977)
  - Deutsch: Die Stadt der verlorenen Träume. Übersetzt von Hella Noack. Schneider-Taschenbuch #330, 1982, ISBN 3-505-07330-X.
- L'île sur l'Océan-Nuit (1978)
- Les vacances de Madame Nuit (1978)
- Le grand voyage d'Alexandre Tolpe (1979)
- Le temps des gueux (1980, Neuausgabe als Le Recruteur, 2010)
- Les contes de la Ficelle (1982, Neuausgabe als Les aventures de la Ficelle, 1993)
- Le tyran d'Axilane (1982)
- Le jour du Gombo (1982)
- Les Pataplafs (1985)
- L'enfant de la mer (1986)
- Le Passe-Monde (1986)
- Le coffre magique (1989)
- Coup de cœur (1992)
- L'assassin crève l'écran (1992)
- Père Loup (1993)
- Un milliard de trop (1993)
- Le fantôme des Cassegrain (1994)
- Règlement de comptes en morte-saison (1994)
- Drôles de vacances pour l'inspecteur (1996)
- Le meilleur détective du monde (1997)
- L'inconnu dans le frigo (1997)
- Chapeau les tueurs ! (1997)
- La ville hors du temps (1999)
- Le violon maudit (2000)
- Une ombre sur le toit (2002)
- Cache-cache mortel (2003)